# Retorno tecnológico
Los retornos tecnológicos futuros son un argumento para justificar las fuertes inversiones en programas científicos básicos de dudoso pronóstico en cuanto a su éxito o plazo de consecución (por ejemplo la construcción de costosísimos aceleradores de partículas para dilucidar la validez de hipótesis físicas y cosmológicas o el desciframiento del genoma humano), e incluso en esos casos, de incierta utilidad inmediata.
Mucho más fácilmente se tienen en cuenta los retornos tecnológicos más próximos (y fáciles de cuantificar y considerar) que surgen de la demanda producida, bien sea por esos mismos proyectos básicos o bien por otros de ciencia aplicada con un objetivo más inmediato (por ejemplo la ingeniería genética, la aeronáutica o los satélites artificiales); incluyendo la instalaciones productivas o instituciones científicas y académicas que se crean u obtienen nueva carga de trabajo, los puestos de trabajo de alto nivel generados, la oportunidad de formación de personal investigador, las contratas de suministros a empresas de sectores vinculados, la incorporación, a través de la colaboración internacional, de transferencias de tecnología y prácticas laborales o empresariales innovadoras (know how), etc.
En el caso de proyectos internacionales (Estación Espacial Internacional, ITER) suelen cuantificarse (y se compite por maximizar) los retornos tecnológicos que recibirá cada país en función de su inversión.